# Henrik Ehrenberg
Ove Henrik Gustafsson Ehrenberg, ursprungligen Gustafsson, född 1973, tidigare kristdemokratisk politiker. Ehrenberg arbetade 2012-2016 som chefsstrateg på Sveriges Apoteksförening och var 2016-2019 samhällspolitisk chef på Unionen. Under 2020 dömdes han till villkorlig dom och 240 timmars samhällstjänst för att förskingrat 1,9 miljoner kronor av sin tidigare arbetsgivare Unionen. 

## Kristdemokratiskt Internationellt Center
Ehrenberg var ordförande för Kristdemokratiskt Internationellt Center (KIC) från bildandet 2004 fram till 2016 (tidigare Kristdemokraternas Råd för Demokrati och Utveckling, där han var styrelseledamot mellan 1995 och rådets upphörande 2004). Ehrenberg hade i flera år försökt påverka Kristdemokraterna att utveckla sitt internationella arbete och fick 2004 uppdraget av dåvarande partisekreteraren Urban Svensson att bygga upp en ny biståndsorganisation som skulle vara mer fristående från Kristdemokraterna som parti och inrikta sig på bistånd till förändringsaktörer i diktaturer och i nyblivna demokratier. Från 2004 och framåt växte KIC:s verksamhet avsevärt och får idag projektmedel från flera olika biståndsfinansiärer.

## Politik

### KDU
Ehrenberg satt under nio år i Kristdemokratiska Ungdomsförbundets förbundsstyrelse där han bland annat var vice förbundsordförande och internationell sekreterare. Under merparten av tiden var han också talesperson i försvars- och utrikespolitiska frågor och ledde förbundets internationella arbete. När han avtackades av förbundsledningen i samband med att han avgick ur styrelsen, inrättades ett årligt "Henrik Gustafssons pris" som går till den som under året gjort berömvärda insatser i KDU:s internationella arbete. Detta pris har sedermera bytt namn till Martin Hallander-priset.

### Kristdemokraterna
I januari 2007 övergick han till att bli heltidspolitiker i Stockholm och tillträde då som ordförande i den nybildade stadsdelsnämnden Enskede-Årsta-Vantör. I oktober 2007 lämnade han Stockholms stadshus för att bli stabschef hos kristdemokraternas partiledare och socialministern Göran Hägglund. 

### Politisk profil
Under sin tid i ungdomsförbundet sågs Ehrenberg som en av de ledande personerna i KDU:s vänsterfalang, med sitt internationella engagemang och försvar av förbundets uttalat antimilitära säkerhetspolitik. Som stabschef ledde han dock arbetet med att bredda Kristdemokraternas borgerliga profil. Han rekryterade bland andra den konservative skribenten Fredrik Haage som talskrivare och utarbetade tillsammans med honom den strategi som låg bakom Göran Hägglunds tal om verklighetens folk, politikens gränser och relationslinjen. Även om Ehrenberg själv värjer sig för begreppet konservativ ansåg han att Kristdemokraternas unika bidrag i politiken låg i att fokusera på frihetliga värden, självständiga och starka gemenskaper kombinerat med en tydlig socialkonservativ profil.  Det senare slog igenom när han tillsammans med partiets kommunikationschef Cina Gerdin arbetade med Kristdemokraternas valkampanj år 2010, som gick på temat "Ett mänskligare Sverige".  Det var också Ehrenberg som arbetade med projektet att ändra Kristdemokraternas inställning i kärnkraftsfrågan, för att möjliggöra Alliansens energipolitiska överenskommelse. 

## Skribent
Henrik Ehrenberg blev 1999 chefredaktör för tidningen Kristdemokraten där han genomförde flera stora förändringar av grafisk profil, redaktionell policy och en relansering av webbtidningen.
Han återvände som skribent på tidningen Kristdemokraten i samband med att han 2012 lämnade jobbet som stabschef. Fram till 2015 var han krönikör på ledarsidan. 
Han är författare till boken Kuba inifrån, som är översatt till engelska och spanska, samt den biståndspolitiska idéskriften Rätt att nå sin fulla potential.

## Övriga uppdrag
Ehrenberg var under åren 1998-1999 generalsekreterare i Landsrådet för Sveriges Ungdomsorganisationer.
2012-2016 representerade Ehrenberg, tillsammans med Alf Svensson och Lars Adaktusson, de svenska Kristdemokraterna i Europeiska Folkpartiets politiska byrå (political assembly) och politiska utskott.
Ehrenberg har varit ledamot i styrelsen för idéinstitutet Civitas, där han i omgångar verkat som dess kassör, ordförande och vice ordförande.
2014-2016: Ordförande i organisationen Forum för Familjevård.
2015-2016: Vice ordförande i Samhällsgemenskaps Förlags AB.
2016-2019: Ledamot i Unionen Egenföretagares styrelse.
2016-2019: Ledamot i Industrirådets utveckingsråd.
2017-2019: Ledamot i styrelsen för Teknikcollege.
2018-2019: Adjungerad i styrelsen för Besöksnäringens fond för utveckling och forskning. 

## Konflikt
Henrik Ehrenberg uppmärksammades i januari 2012 när han petades från posten som stabschef åt partiledaren Göran Hägglund efter att under pseudonymen "OveTove" ha skrivit inlägg i diskussionsforum på nätet. Ehrenberg hade bland annat skrivit förklenande kommentarer om Mats Odell samt skrivit kommentarer om och diskuterat med partimedlemmar under den infekterade partiledarstriden mellan Göran Hägglund och Mats Odell.